# Rue Madeleine-Brès
La rue Madeleine-Brès est une voie du 13e arrondissement de Paris, en France.

## Situation et accès
La rue Madeleine-Brès est une nouvelle voie de la ZAC Gare de Rungis, aménagée entre 2002 et 2014 par la SEMAPA, Société d'économie mixte de la ville de Paris. Elle relie la rue Brillat-Savarin, à hauteur du no 11 et la rue des Longues-Raies à hauteur du boulevard Kellermann, en traversant la ligne de Petite Ceinture par un passage à niveau créé pour l'occasion.
La rue Madeleine-Brès est principalement desservie par la ligne 3a du tramway d'Île-de-France à la station Poterne des Peupliers.

## Origine du nom
Cette rue rend honneur à Madeleine Brès, première Française à obtenir le diplôme de docteur en médecine.

## Historique
La voie est ouverte à la circulation publique en 2012 dans le cadre de l'aménagement de la ZAC Gare-de-Rungis sous les dénominations temporaires de « voie FL/13 » et « voie FR/13  ».
Elle prend sa dénomination actuelle en septembre 2012,.